# Wahlenbergia thunbergii
Wahlenbergia thunbergii är en klockväxtart som först beskrevs av Schult., och fick sitt nu gällande namn av Rune Bertil Nordenstam. Wahlenbergia thunbergii ingår i släktet Wahlenbergia och familjen klockväxter. Inga underarter finns listade i Catalogue of Life.